# 蜂須賀筆子
蜂須賀 筆子（はちすか ふでこ、明治9年（1876年）7月17日 - 明治40年（1907年）11月30日）は、蜂須賀家第17代当主・蜂須賀正韶の妻。徳川慶喜の娘。お印は折鶴。

## 生涯
江戸幕府15代将軍であった徳川慶喜の四女として、側室の中根幸との間に生まれる。生後まもなく伊勢屋元次郎のもとに預けられる。1879年（明治12年）10月、徳川邸に戻る。1889年（明治22年）7月、姉の鉄子、妹の経子らと姉妹6人で静岡から東京に移る。1895年（明治28年）12月26日、蜂須賀正韶と結婚した。
1896年（明治29年）、長女・年子を出産。1898年（明治31年）、二女・笛子を出産。1901年に三女・小夜子を出産。1903年（明治36年）、長男・正氏を出産。その後体調を崩し、夫の家督相続以前の31歳で没した。歌集に『はちすのかをり』がある。三女の小夜子は子爵佐竹義理の嗣子・義種に嫁いだが、21歳で死去した。孫（正氏の娘）に蜂須賀正子がいる。

## 人物
慶喜が幕末に輪王寺宮から贈られた黄金の小さな観音像を嫁入りの際に譲り受けたことから観音信仰を持った。観音像は死の床に着いたときに長女の年子に授けた。